# 坪倉優介
坪倉優介（つぼくら ゆうすけ、1970年12月25日 - ）は、日本の染色家。大阪府門真市出身。

## 来歴
大阪芸術大学工芸学科染織コース卒業。
1989年、大学1年生のときにバイク事故でそれまでの記憶を失ってしまうが、2001年にその経験に基づく著書『ぼくらはみんな生きている 18歳ですべての記憶を失くした青年の手記』を出版。
2003年にテレビ朝日でドラマ化されオダギリジョーが坪倉優介役を演じた。
2022年に著書『記憶喪失になったぼくが見た世界』が原作の、ミュージカル『COLOR』が上演される。
染色家としては、1996年に京都の染色家・奥田祐斎に師事。1996～2003年、染工房夢祐斎（京都市）で草木染め作家として活動。2004年、ヨーロッパを中心に海外を旅する。2005年、日本国内を放浪。2006年、大阪市内でゆうすけ工房設立。全国から様々な草木を集め、着物を中心に染色作品を制作する。

## 著書
- 2001年 『ぼくらはみんな生きている 18歳ですべての記憶を失くした青年の手記』（幻冬舎）
- 2011年 『記憶喪失になったぼくが見た世界』（朝日新聞出版）

## 出演
- 2002年 『徹子の部屋』（テレビ朝日）　松、竹、梅などで染めた反物が黒柳徹子に評価される。
- 2011年 『ザ・ベストハウス123』（フジテレビ）
- 2019年 『激レアさんを連れてきた。』（テレビ朝日）
- 2021年 『よ〜いドン!』（関テレ）となりの人間国宝さんに認定される。